# Pantonyssus santossilvai
Pantonyssus santossilvai är en skalbaggsart som beskrevs av Martins 2005. Pantonyssus santossilvai ingår i släktet Pantonyssus och familjen långhorningar. Inga underarter finns listade i Catalogue of Life.